# リスト・ヴィルタネン
リスト・ヴィルタネン（Risto Virtanen、1975年9月28日 - ）はフィンランドの元レーシングドライバー、モータースポーツ解説者。

## 経歴
ヴィルタネンは、1987年から1994年にかけて参戦したカートでキャリアをスタート。 1995年にフォーミュラ・フォードに出場した。1996年から1999年にかけてはイギリス・フォーミュラ3選手権と全日本F3選手権に出場し、1997年にはフォーミュラ・ニッポンにも出場した。 2002年にFIA GT選手権へ参戦した経験を持つ。
MTV3のTeknaviプログラムでもヴィルタネンは知られるようになり、ユーロスポーツのコメンテーターとしても活躍。 FIA 世界耐久選手権の解説を担当している。

## レース戦績

### フォーミュラ・ニッポン
| 年     | チーム      | シャシー        | エンジン      | 1      | 2       | 3      | 4   | 5   | 6   | 7   | 8   | 9   | 10  | 順位 | ポイント |
| ------ | ----------- | --------------- | ------------- | ------ | ------- | ------ | --- | --- | --- | --- | --- | --- | --- | ---- | -------- |
| 1997年 | TEAM 5ZIGEN | レイナード・95D | ジャッド・KV2 | SUZ 10 | MIN Ret | FSW 10 | SUZ | SUG | FSW | MIN | TRM | FSW | SUZ | NC   | 0        |